# Berberis glazioviana
Berberis glazioviana är en berberisväxtart som beskrevs av Alexander Curt Brade. Berberis glazioviana ingår i släktet berberisar, och familjen berberisväxter. Inga underarter finns listade i Catalogue of Life.